# Demokraci Lewicy
Demokraci Lewicy (wł. Democratici di Sinistra, DS) – główna włoska lewicowa partia polityczna, działająca w latach 1998–2007, należąca do koalicji Drzewo Oliwne.

## Historia
Ugrupowanie powstało w 1998 na bazie będącej spadkobierczynią Włoskiej Partii Komunistycznej Demokratycznej Partii Lewicy. Partia ta pod przewodnictwem Massima D’Alemy zjednoczyła się wówczas z małymi ugrupowaniami lewicy, zmieniła też symbolikę, zastępując w swoim logo sierp oraz młot różą.
W wyborach do Parlamentu Europejskiego w 1999 Demokraci Lewicy uzyskali 17,3% głosów, co dało im 15 deputowanych. Podobny wynik odnotowali w wyborach parlamentarnych w 2001 (16,6% głosów i 172 miejsca w Izbie Deputowanych).
W wyborach do Parlamentu Europejskiego w 2004 i zwycięskich dla centrolewicowej L’Unione wyborach parlamentarnych w 2006 Demokraci Lewicy startowali w ramach wspólnej listy Drzewa Oliwnego. Powołany m.in. przez ich posłów klub Ulivo w Izbie Deputowanych kadencji 2006–2008 liczył blisko 200 osób, a w nowym rządzie Romano Prodiego przedstawiciele tej partii objęli 9 tek ministerialnych.
W partii dominował nurt umiarkowany, łączący elementy socjalliberalizmu i socjaldemokracji. Zwolennicy powrotu do tradycyjnych poglądów socjalistycznych, sprzeciwiając się dalszemu zbliżaniu z centrowymi i chadeckimi koalicjantami, w 2007 powołali nową formację pod nazwą Demokratyczna Lewica.
14 października 2007 na kongresie zjednoczeniowym Demokratów Lewicy, Margherity i kilku mniejszych partii bloku utworzono nowe ugrupowanie pod nazwą Partia Demokratyczna.

## Sekretarze
- Massimo D’Alema (1998)
- Walter Veltroni (1998–2001)
- Piero Fassino (2001–2007)[1]